# 耶律良
耶律良（やりつ りょう、生年不詳 - 咸雍6年8月18日（1070年9月25日））は、遼（契丹）の政治家・詩人。字は習撚。小字は蘇。

## 経歴
著帳郎君の末裔。乾州で生まれ、医巫閭山で読書して成長した。ひととおりの学問を修めると、南山に入って習業しようとして、友人に止められた。しかし聞き入れず、南山に数年とどまって帰還した。
重熙年間、寝殿小底に補任された。まもなく燕趙国王耶律洪基（後の道宗）の近侍となった。貧家の出身であることから、厩馬の管理を命じられた。のちに修起居注に転じた。秋山の狩猟に参加して「秋遊賦」を献上すると、興宗はこれを賞賛した。興宗が死去すると、哀冊の文章を撰した。
清寧年間、道宗が鴨子河に幸すると、耶律良は「捕魚賦」を作った。このために寵遇されるようになり、知制誥に転じ、知部署司事を兼ねた。清寧6年（1060年）5月、道宗御製の詩文を集めて編纂するよう奏上して、完成した詩文集を『清寧集』といった。道宗は耶律良の詩を集めて『慶会集』を編纂させ、道宗みずからが序文をつけた。ほどなく耶律良は敦睦宮使となり、皇太后宮の諸局の事務を監督した。
清寧9年（1063年）7月、耶律良は耶律重元が子の耶律涅魯古とともに反乱を計画していることを聞きつけると、重元が道宗の親愛あついことをおもんばかって、あえて直接に奏上せず、ひそかに仁懿太后に報告した。太后は病にかこつけて道宗を呼び寄せ、反乱のことを告げた。道宗は「おまえは我が骨肉の間を裂きたいのか」と言って信じなかったので、耶律良は「臣のいうことがもし妄言ならば、斧で腰斬されて伏すに甘んじましょう。陛下が早く備えなければ、賊の計に落ちることを恐れます。涅魯古を召して来るかいなかで、陰謀の有無をうらなうべきでしょう」と言った。道宗はその言葉に従った。皇帝の使者が涅魯古の門に到着すると、涅魯古は使者を殺害しようと幕下に拘束した。使者は佩刀をふるって脱出し、行宮に駆け戻って実態を報告した。道宗ははじめて反乱のことを信じた。反乱が鎮圧されると、耶律良は功績により漢人行宮都部署に転じた。
咸雍元年（1065年）、同知南院枢密使事となった。咸雍2年（1066年）7月、惕隠となった。
咸雍6年（1070年）6月、中京留守として出向し、8月丙子に死去した。遼西郡王に追封された。諡は忠成といった。

## 伝記資料
- 『遼史』巻96 列伝第26